# The New Batman Adventures
A The New Batman Adventures (szó szerinti fordításban: Az Új Batman Kalandok, rövidítése TNBA) amerikai televíziós rajzfilmsorozat, mely a DC Comics által kiadott Batman karaktert állítja központba és a Batman: A rajzfilmsorozat folytatása. Tekintve, hogy folytatásról van szó, minden szinkronszínész, aki az előző sorozatban közreműködött, itt is tiszteletét teszi, viszont a rajzstílus változott. Ez a harmadik rajzfilmsorozat a DC animációs univerzumban. A Warner Bros. Animation készítette. Amerikában a The WB vetítette először 1997. szeptember 13. és 1999. január 16. között. Magyarországon Batman címmel vetítette az RTL Spike 2017. január 30. és 2017. február 15. között.

## Szereplők

### Főszereplők
| Szereplő                 | Eredeti hang         | Magyar hang     | Leírás |
| ------------------------ | -------------------- | --------------- | --- |
| Bruce Wayne / Batman     | Kevin Conroy         | Sótonyi Gábor   | A multimilliárdos Bruce Wayne nappal habzsolja az életet, látszólag probléma nélkül. Ámde a rablótámadásban meghalt szülei halála olyan nagy nyomott hagyott a lelkében, hogy úgy érezte, harcolnia kell a bűnnel szemben. Így született meg Batman. Kevin Conroy már a Batman: A rajzfilmsorozatban is alakította a karaktert, és máig gyakran szokta szinkronizálni a sötét lovagot. Mint főszereplő, mindegyik részben feltűnt. |
| Tim Drake / Robin        | Mathew Valencia      | Nikas Dániel    | A képregényekben Tim Drake a harmadik Robin, vagyis Batmant segítő gyermek, mivel az első Robin, Dick Grayson már felnőtt és Éjszárny néven kezdte üldözni a bűnt. A második Robint, Jason Todd-ot Joker megölte, így Tim lett a harmadik. Ezt azonban a sorozatban megváltoztatták, Jasont teljesen törölték és Tim lett a második Robin. Összesen 12 részben tűnt fel.                                                           |
| Barbara Gordon / Batgirl | Tara Strong          | Dögei Éva       | Barbara Gordon, James Gordon lánya szintén egy Batmant segítő személy, aki bár fiatal, nem szoktak rá úgy tekinteni, mint egy Robinra. Ettől függetlenül hűséges társa Batmannek. Összesen 15 részben tűnt fel. |
| Dick Grayson / Éjszárny  | Loren Lester         | Moser Károly    | Az első Robin, aki miután otthagyta Batmant, egy új szuperhősként, Éjszárnyként tűnt fel. Összesen 7 epizódban szerepelt, beleértve kettőt, amelyben civilként tűnt fel. |
| Alfred Pennyworth        | Efrem Zimbalist, Jr. | Kajtár Róbert   | Bruce Wayne hűséges inasa és egyben mentora. 12 részben tűnik fel. |
| James Gordon             | Bob Hastings         | Forgács Gábor   | Batman egyik legjobb barátja és egyben remek nyomozó. 8 epizódban szerepel. |
| Harvey Bullock           | Robert Costanzo      | Várkonyi András | Hivatásos nyomozó, Renee Montoya társa. 8 epizódban tűnik fel. |

### Pozitív szereplők
| Szereplő                             | Eredeti hang     | Magyar hang        | Leírás |
| ------------------------------------ | ---------------- | ------------------ | --- |
| Jack Ryder / Rémölő                  | Jeff Bennett     | Tokaji Csaba       | A sorozatban Joker megőrjítette, ezek után pedig beleszeretett Harley Quinn-be. Batman elfogta és segített rajta, majd kigyógyult az őrületből. |
| Renee Montoya                        | Liane Schirmer   | Bogdányi Titanilla | Hivatásos nyomozó, Harvey Bullock társa. |
| Lucius Fox                           | Mel Winkler      | R. Kárpáti Péter   | Egy Bruce Wayne pénzügyeit intéző üzletember.                                                                                                   |
| Hamilton Hill                        | Lloyd Bochner    | Papucsek Vilmos    | Gotham City polgármestere. |
| Veronika Vreeland                    | Marilu Henner    | Kiss Virág         | |
| Joan Leland                          | Suzanne Stone    | Keönch Anna        | |
| Jason Blood                          | Billy Zane       | Gyurik István      | |
| Etrigan                              | Billy Zane       | Faragó András      | |
| 50-es évekbeli Batman                | Gary Owens       | Sótonyi Gábor      | |
| 80-as évekbeli Batman                | Michael Ironside | Sótonyi Gábor      | |
| 50-es évekbeli Robin                 | Brianne Brozey   | Nikas Dániel       | |
| Carrie Kelley / 80-as évekbeli Robin | Anndi McAfee     | Berkes Boglárka    | |
| Supergirl                            | Nicolle Tom      | ?                  | |

### Negatív szereplők
| Szereplő               | Eredeti hang               | Magyar hang          | Leírás |
| ---------------------- | -------------------------- | -------------------- | --- |
| Joker                  | Mark Hamill                | Háda János           | Batman legnagyobb ellensége, a bohóc kinézetű bűnözőzseni. Mark Hamill az előző széria egyik legnagyobb sztárja és Joker szinkronizálását máig nem hagyta abba. |
| Kétarc                 | Richard Moll               | Dányi Krisztián      | A hajdani államügyész mára egy kétarcú gyilkos lett, aki egy pénzfeldobással dönti el áldozatai sorsát.                                                         |
| Harley Quinn           | Arleen Sorkin              | Mahó Andrea          | Joker barátnője, hajdani pszichológus. |
| Macskanő               | Adrienne Barbeau           | Törtei Tünde         | A besurranó tolvajként is ismert betörő, Batman szerelme. |
| Pingvin                | Paul Williams              | Varga T. József      | Az alvilág egyik vezére. |
| Rébusz                 | John Glover                | Barabás Kiss Zoltán  | |
| Mr. Fagy               | Michael Ansara             | Borbiczki Ferenc     | |
| Madárijesztő           | Jeffrey Combs Jeff Bennett | Magyar Bálint        | |
| Gyilkos Krok           | Brooks Gardner             | Kardos Róbert        | |
| Őrült Kalapos          | Roddy McDowall             | Pusztaszeri Kornél   | |
| Agyagpofa              | Ron Perlman                | Király Attila        | |
| Méregcsók              | Diane Pershing             | Urbán Andrea         | |
| Bábjátékos / Sebhelyes | George Dzundza             | Kőszegi Ákos         | |
| Bane                   | Henry Silva                | Hajdu István         | |
| Baby Doll              | Laraine Newman             | Vadász Bea           | |
| Naptáras lány          | Sela Ward                  | Kis-Kovács Luca      | |
| King Barlowe           | Allan Rich                 | Bácskai János        | |
| Klarion                | Stephen Wolfe Smith        | Bogdán Gergő         | |
| Tűzbogár               | Mark Rolston               | Pavletits Béla       | |
| Roxy Rocket            | Charity James              | ?                    | |
| Brown farmer           | Peter Breck                | Sörös Sándor         | |
| Emmylou Brown          | Dina Sherman               | ?                    | |
| Thomas Blake           | Scott Cleverdon            | Szabó Sipos Barnabás | |
| 50-es évekbeli Joker   | Michael McKean             | Háda János           | |
| Mutáns vezér           | Kevin Michael Richardson   | Fehér Péter          | |
| Magasfeszültség        | Lori Petty                 | ?                    | |
| A bíró                 | Malachi Throne             | Szatmári Attila      | |

További magyar hangok: Albert Gábor, Bartucz Attila, Berkes Boglárka, Bertalan Ágnes, Bodrogi Attila, Csuha Lajos, Faragó András, Gubányi György István, Hermann Lilla, Holl Nándor, Imre István, Jantyik Csaba, Kapácsy Miklós, Kárpáti Levente, Keönch Anna, Király Adrián, Koffler Gizella, Luther Franciska, Megyeri János, Németh Gábor, Németh Kriszta, Potocsny Andor, Szabó Luca, Tamási Nikolett, Ujréti László, Varga Rókus, Vári Attila

## Epizódok

### A sorozat részei
| #  | Magyar cím              | Angol cím                  | Negatív szereplő(k)                                   | Író                                                   | Magyar bemutató   | Eredeti bemutató     |
| -- | ----------------------- | -------------------------- | ----------------------------------------------------- | ----------------------------------------------------- | ----------------- | -------------------- |
| 1  | Denevér karácsonyra     | Holiday Knights            | Joker, Harley Quinn, Méregcsók, Agyagpofa             | Paul Dini                                             | 2017. január 30.  | 1997. szeptember 13. |
| 2  | Az atya bűnei           | Sins of the Father         | Kétarc                                                | Rich Fogel                                            | 2017. január 31.  | 1997. szeptember 20. |
| 3  | Hideg vigasz            | Cold Comfort               | Mr. Fagy                                              | Hilary J. Bader                                       | 2017. január 31.  | 1997. október 11.    |
| 4  | Soha ne félj!           | Never Fear                 | Madárijesztő                                          | Stan Berkowitz                                        | 2017. február 1.  | 1997. november 1.    |
| 5  | Mire valók a barátok?   | You Scratch My Back        | Macskanő                                              | Hilary J. Bader                                       | 2017. február 1.  | 1997. november 15.   |
| 6  | Kettős értelem          | Double Talk                | Bábjátékos                                            | Robert Goodman                                        | 2017. február 2.  | 1997. november 22.   |
| 7  | Joker milliói           | Joker's Millions           | Joker, Harley Quinn, Pingvin, Méregcsók, King Barlowe | Paul Dini                                             | 2017. február 2.  | 1998. február 21.    |
| 8  | A fájdalom formája      | Growing Pains              | Agyagpofa                                             | Robert Goodman Történet: Paul Dini és Robert Goodman  | 2017. február 3.  | 1998. február 28.    |
| 9  | Hervadt szépség         | Mean Seasons               | Naptáras lány                                         | Hilary J. Bader Történet: Rich Fogel                  | 2017. február 3.  | 1998. április 25.    |
| 10 | A belső démon           | The Demon Within           | Klarion                                               | Stan Berkowitz Történet: Rusti Bjornhöel              | 2017. február 6.  | 1998. május 9.       |
| 11 | Pengeélen               | Over the Edge              | Madárijesztő, Bane                                    | Paul Dini                                             | 2017. február 6.  | 1998. május 23.      |
| 12 | Bogár szerelem          | Torch Song                 | Tűzbogár                                              | Rich Fogel                                            | 2017. február 7.  | 1998. június 13.     |
| 13 | Krokodil szerelem       | Love is a Croc             | Baby Doll, Gyilkos Krok                               | Steve Gerber                                          | 2017. február 7.  | 1998. július 11.     |
| 14 | Adrenalin mámor         | The Ultimate Thrill        | Pingvin, Roxy Rocket                                  | Hilary J. Bader                                       | 2017. február 8.  | 1998. szeptember 14. |
| 15 | A farmer bosszúja       | Critters                   | Brown farmer, Emmylou Brown                           | Joe R. Lan Történet: Steve Gerber                     | 2017. február 9.  | 1998. szeptember 19. |
| 16 | Macskaszekta            | Cult of the Cat            | Thomas Blake                                          | Stan Berkowitz Történet: Paul Dini és Stan Berkowitz  | 2017. február 8.  | 1998. szeptember 18. |
| 17 | Állati mutatvány        | Animal Act                 | Őrült Kalapos                                         | Hilary J. Bader                                       | 2017. február 9.  | 1998. szeptember 26. |
| 18 | Régi sebek              | Old Wounds                 | Joker                                                 | Rich Fogel                                            | 2017. február 10. | 1998. október 3.     |
| 19 | A sötét lovag legendája | Legends of the Dark Knight | Joker, A mutáns vezér, Tűzbogár                       | Robert Goodman Történet: Robert Goodman és Bruce Timm | 2017. február 10. | 1998. október 10.    |
| 20 | Lánybuli                | Girls' Night Out           | Méregcsók, Harley Quinn, Magasfeszültség, Pingvin     | Hilary J. Bader                                       | 2017. február 13. | 1998. október 17.    |
| 21 | A szerelem kémiája      | Chemistry                  | Méregcsók                                             | Stan Berkowitz                                        | 2017. február 13. | 1998. október 27.    |
| 22 | Az ítélet napja         | Judgment Day               | Kétarc, Gyilkos Krok, Rébusz, Pingvin, A bíró         | Rich Fogel és Alan Burnett                            | 2017. február 14. | 1998. október 31.    |
| 23 | A rémes riporter        | Beware the Creeper         | Joker, Harley Quinn, Rémölő                           | Steve Gerber Történet: Rich Fogel                     | 2017. február 14. | 1998. november 7.    |
| 24 | Őrületes szerelem       | Mad Love                   | Joker, Harley Quinn                                   | Paul Dini Történet: Paul Dini és Bruce Timm           | 2017. február 15. | 1999. január 16.     |

### Crossoverek

#### Superman: A rajzfilmsorozat
| # | Epizód | Magyar cím          | Angol cím        | Negatív szereplő(k)                                                                    | Író | Eredeti bemutató     |
| - | ------ | ------------------- | ---------------- | -------------------------------------------------------------------------------------- | --- | -------------------- |
| 1 | 29-31  | Jó fiúk, rossz fiúk | World's Finest   | Joker, Lex Luthor, Harley Quinn, Mercy Graves                                          | Történet: Alan Burnett és Paul Dini Első rész: Alan Burnett, Paul Dini és Rich Fogel Második rész: Steve Gerber Harmadik rész: Stan Berkowitz | 1997. október 4.     |
| 2 | 43     | Denevér dublőr      | Knight Time      | Brainiac, Bruce Wayne (hipnotizált), Őrült Kalapos, Bane, Rébusz, Pingvin, Roxy Rocket | Robert Goodman | 1998. október 10.    |
| 3 | 52     | A démon feltámad    | The Demon Reborn | Ra’s al Ghul, Talia al Ghul, Ubu                                                       | Rich Fogel | 1999. szeptember 18. |

#### Static Shock
| # | Epizód | Cím             | Negatív szereplő(k)                   | Író            | Eredeti bemutató |
| - | ------ | --------------- | ------------------------------------- | -------------- | ---------------- |
| 1 | 14     | The Big Leagues | Joker, Hotstreak, Kangor, Talon, Shiv | Len Uhley      | 2002. január 26. |
| 2 | 25     | Hard as Nails   | Harley Quinn, Méregcsók               | Paul Dini      | 2003. január 25. |
| 3 | 40     | Future Shock    | Kobra                                 | Stan Berkowitz | 2004. január 17. |

### Filmek
| Cím                       | Negatív szereplő(k)                                     | Író                                               | Eredeti bemutató    |
| ------------------------- | ------------------------------------------------------- | ------------------------------------------------- | ------------------- |
| Batman: Batwoman rejtélye | Pingvin, Bane, Rupert Thorne, Carlton Duquesne          | Alan Burnett és Michael Reaves                    | 2003. október 21.   |
| Batman és Harley Quinn    | Harley Quinn, Méregcsók, Növényember, Mocsárlény, Rhino | Paul Dini, Bill Finger, James Krieg és Bruce Timm | 2017. augusztus 15. |